# Pont-de-Labeaume
Pont-de-Labeaume település Franciaországban, Ardèche megyében. Lakosainak száma 572 fő (2022. január 1.). Pont-de-Labeaume Chirols, Fabras, Lalevade-d’Ardèche, Meyras és Vals-les-Bains községekkel határos.

## Népesség
A település népességének változása:
| Lakosok száma | 532  | 529  | 517  | 551  | 584  | 575  | 571  | 588  | 583  | 572  |
|               | 1968 | 1982 | 1990 | 2006 | 2013 | 2015 | 2017 | 2019 | 2020 | 2022 |